# Vent des forêts
Vent des Forêts est un centre d'art contemporain d'intérêt national situé dans le département de la Meuse, en région Grand Est, créé en 1997 à l'initiative de six villages agricoles et forestiers.

## L'association
Vent des Forêts est une association soutenue par le Conseil départemental de la Meuse, le Ministère de la Culture, la région Grand Est, la Communauté de communes de l'Aire à l'Argonne, les communes de Dompcevrin, Fresnes-au-Mont, Lahaymeix, Nicey-sur-Aire, Pierrefitte-sur-Aire et Ville-devant-Belrain.
L'association a été créée le 31 décembre 1996 à l’initiative de l'artiste François Davin, concepteur et coordinateur du projet, de 1997 à 2001, avec Michel Coyen, à l'époque Maire de Lahaymeix, et premier Président de l'association. À partir de 2003, Alexandre Bohn est chargé de la programmation du Vent des forêts, en tant que conseiller arts plastiques auprès du Conseil général de la Meuse. Depuis 2008 Pascal Yonet dirige l'association en tant que directeur artistique.
En 2000, Alain Boukaiba, à l'époque maire de Fresnes-au-Mont, succède à Michel Coyen à la présidence du Vent des forêts. Depuis 2008, c'est Laurent Palin, ancien maire de Nicey-sur-Aire, qui occupe le poste de Président.
Le siège social de l’association se trouve aujourd'hui à Fresnes-au-Mont.

## Présentation du projet

### Localisation géographique
Vent des Forêts se situe dans un massif forestier, qui s’étend sur le territoire des six villages. Ce massif, déjà référencé sur la Carte Cassini au XVIIIe siècle se compose d’une forêt domaniale, de forêts communales et de bois privés.
Les sentiers de l’association se situent sur la ligne de partage des eaux des bassins-versants de la Seine et de la Meuse, à la limite de deux couches géologiques : la première, peu fertile, est couverte par la forêt, tandis que la deuxième est labourée au moins depuis le Moyen Âge.
Le territoire du Vent des Forêts, situé à seulement 35 km de Verdun, a été investi par les troupes françaises lors de la Première Guerre mondiale comme une zone de repli et d’arrière-front. Cette zone était alimentée par la Voie sacrée, à 15 km à l’ouest, pour faire face aux combats proches, notamment ceux du saillant de Saint-Mihiel, à 11 km à l’est, occupé dès 1914 par les troupes allemandes.

### Projet
Vent des Forêts établit en territoire rural un lien entre les artistes, la population, les 80 bénévoles de l'association et les familles d'accueil. Ce contexte favorise des rencontres mémorables lors des chantiers annuels de création et d'entretien des œuvres anciennes.

### Démarche artistique
Les sentiers existent depuis 1997 : chaque année, de nouveaux artistes sont invités en résidence pour créer des œuvres d'art dans la forêt. Pour eux, c'est une occasion de se confronter de plain-pied à un contexte particulier d'exposition en plein air. Les œuvres sont in situ, « si certaines sont éphémères, beaucoup restent installées d'une année sur l'autre et composent une vaste exposition pleine de respiration. »
Les Maisons Sylvestres La Noisette, Le Nichoir et La Chrysalide, sont des hébergements atypiques créés par la designer Matali Crasset. Conçues comme des œuvres d’art au sein de la forêt, elles peuvent être le point de départ d’un séjour au cœur des sentiers. Ces modules s'inscrivent dans le cadre d'une commande publique artistique du ministère de la Culture et de la Communication, et ont été réalisées avec le soutien financier de la Direction générale de la Création artistique (DGCA) et de la Direction régionale des Affaires culturelles de Lorraine, de l'État - Fonds national d'aménagement et de développement du territoire, du Conseil départemental de la Meuse, du Conseil régional de Lorraine, de la Codecom Entre Aire et Meuse, de l'Europe au titre du Fonds européen agricole pour le développement rural (FEADER) et de la Fondation RTE.

### Les circuits
Sur 5 000 hectares de forêt, le long de 45 kilomètres de sentiers balisés et librement accessibles, environ 25 000 visiteurs par an partent à la rencontre des œuvres d'art inscrites dans le paysage. Les sentiers sont accessibles à pieds, à VTT, ou encore à cheval.
- Circuit du Gros Charme (10 km, environ 3 h de marche).
- Circuit du Gros Caillou (12 km, 4 h de marche).
- Circuit de Marcaulieu (10 km, 3 h 30 de marche).
- Circuit de la Croix Camonin (14 km, 4 h 30 de marche).
- Circuit de Louvent (9 km, 3 h de marche).
- Circuit des Trois Fontaines (8 km, 2 h 30 de marche).
- Court-circuit (3 km, 1 h de marche).

## Œuvres
Une moyenne de 130 œuvres sont toujours visibles sur les sentiers parmi plus de 240 réalisées depuis 1997 ; entre 8 et 10 sont créées chaque année.